# Atsuko Tanaka
Atsuko Tanaka (田中 敦子?, Tanaka Atsuko; Maebashi, 14 novembre 1962 – 20 agosto 2024) è stata una doppiatrice giapponese che lavorò per la Mausu Promotion.

## Biografia
Atsuko Tanaka nacque a Maebashi il 14 novembre 1962.
Dopo essersi diplomata alla Tokyo Announcement Academy, entrò formalmente a far parte della Ezaki Production (in seguito divenuta la Mausu Promotion), dove rimase fino alla morte. Incoraggiata dal suo insegnante alla Tokyo Announcement Academy, il direttore del suono Morio Kobayashi, accettò ruoli da lei stessa ritenuti "inadatti a lei", come quelli da eroina. Il suo primo ruolo da protagonista fu quello di Karen Carr nel doppiaggio giapponese del film americano del 1992 Unlawful Entry. Sebbene inizialmente i suoi genitori disapprovassero la sua carriera di doppiatrice, la riconsiderarono dopo aver recitato come eroina ospite nello speciale televisivo del 1993 Lupin III - Viaggio nel pericolo.
Nel 1995, iniziò a doppiare Motoko Kusanagi, la protagonista del film del 1995 Ghost in the Shell, un ruolo che lei stessa dichiarò essere stato il primo "in cui divagava su termini incomprensibili"; Riprese il ruolo nei media del franchise di Ghost in the Shell per 27 anni. Tanaka citò retrospettivamente questo come uno dei ruoli più memorabili della sua carriera di doppiatrice. Un anno prima della sua morte, riprese il suo ruolo nella seconda stagione di Ghost in the Shell: SAC 2045.
Al di fuori di Ghost in the Shell, tra gli altri suoi ruoli di doppiatrice negli anime vi furono Coffee in Cowboy Bebop, Margot Langer in Monster, Caster in Fate/stay night, Harumi Kiyama in A Certain Scientific Railgun, Konan in Naruto: Shippuden, Yuri Nikaido in The World God Only Knows, Lisa Lisa in Le bizzarre avventure di JoJo, Reina in Yakuza Kiwami e Hanami in Jujutsu Kaisen.
Tra i ruoli che interpretò nei videogiochi vi furono la protagonista principale di Bayonetta, Trish in Devil May Cry (serie), Kainé in Nier, Lara Croft in Tomb Raider, Impa in The Legend of Zelda: Skyward Sword (2011), Gaby in Shin Megami Tensei IV (2013), Yennefer in The Witcher 3: Wild Hunt (2015), Jerri in Persona 5 Tactica (2023) e Rhinedottir in Genshin Impact (2023), così come Layla Hassan in Assassin's Creed e Chun-Li e Poison in Street Fighter. 
Nel 2020 vinse il Foreign Movie/Drama Award al 14º Seiyu Awards. Interpretò poi Mary Sera in Detective Conan, Flamme in Frieren - Oltre la fine del viaggio, Rose in The Wrong Way to Use Healing Magic e Ōmurasaki no Omae in Yatagarasu: The Raven Does Not Choose Its Master.
Tanaka lavorò anche in opere straniere come doppiatrice in lingua giapponese. Tra le attrici a cui prestò la voce, ebbe un legame particolarmente forte con Nicole Kidman, sentendo "una grande alchimia" con lei e descrivendosi come "l'unica persona in Giappone che capisce meglio la sua recitazione". Tra le altre attrici da lei doppiate vi furono Kate Beckinsale, Angelina Jolie, Jennifer Lopez, Gwyneth Paltrow e Julia Roberts. Lavorò anche come narratrice.
Morì il 20 agosto 2024 all'età di 61 anni.

## Filmografia

### Televisione
- Angel Links (Valeria Vertone)
- Le bizzarre avventure di JoJo (Lisa Lisa)
- Black Cat (Echidna Parass)
- Berserk (Slan)
- Cowboy Bebop (Coffee)
- Devil May Cry (Trish)
- Devilman Crybaby (Sirene)
- Detective Conan (Mary Sera e Chihaya Hagiwara)
- Dokidoki! Pretty Cure (Mammo)
- Fancy Lala (Yumi Haneishi)
- Fate/stay night (Caster)
- Fushigi yûgi (Soi)
- Ghost in the Shell: Stand Alone Complex (Motoko Kusanagi)
- Hataraki Man (Maiko Kaji)
- Ikkitousen Xtreme Xecutor (Moukaku)
- Jujutsu kaisen - Sorcery Fight (Hanami)
- Kannaduki no Miko (Ame no Murakumo)
- Kyōshirō to towa no sora (Mika Ayanokōji)
- Tweeny Witches (Ateria)
- Kami nomi zo Shiru Sekai (Yuri Nikaidō)
- Mobile Suit Victory Gundam (Yuca Meilasch)
- Naruto Shippuden (Konan)
- Nyan Koi! (Nyamsus)
- Outlaw Star (Valeria Vertone)
- Episodi di Pocket Monsters Best Wishes! (Aloe)
- Queen's Blade (Claudette)
- RahXephon (Sayoko Nanamori)
- Saiyuki (Gyokumen Koushou)
- Kenichi (Freyja)
- Shōnen Onmyōji (Takao no Kami)
- SuperDoll Rika-chan (Puru)
- Super Robot Wars Original Generation: Divine Wars (Viletta Vadim)
- The Wrong Way to Use Healing Magic (Rose)[13]
- Trigun (Claire)
- Umineko no naku koro ni (Kyrie Ushiromiya, Kasumi Sumadera)
- Utawarerumono (Karurauatsuurei)
- Wolf's Rain (Jaguara)
- Frieren - Oltre la fine del viaggio (Flamme)

### OVA
- Il club della magia! (Saki Sawanoguchi)
- Super Robot Wars Original Generation: The Animation (Viletta Vadim)

### Film
- Animatrix (Giornalista)
- Bayonetta: Bloody Fate (Bayonetta)
- Ghost in the Shell (Motoko Kusanagi)
- Ghost in the Shell 2 - Innocence (Motoko Kusanagi)
- Ghost in the Shell: S.A.C. Solid State Society (Motoko Kusanagi)
- Lupin III - Viaggio nel pericolo (Karen Kowalski)
- Lupin III - Le tattiche degli angeli (Kaoru la squartatrice)

### Videogiochi
- Another Code: Recollection (Sofia Callaghan)
- AquaPazza: AquaPlus Dream Match (Karula)
- Armored Core: Formula Front (Filmato di manuale)
- Atelier Rorona: Alchemist of Arland(Astrid Zxes)
- Azur Lane (HMS Hood, KMS Tirpitz)
- Bayonetta (Bayonetta)
- Bayonetta 2 (Bayonetta, Rosa)
- Bayonetta 3 (Bayonetta, Rosa)
- Bayonetta Origins: Cereza and the Lost Demon (Rosa)
- Berserk Millennium Falcon Arc: Chapter of the Holy Demon War (Slan)
- Bloody Roar 4 (Shina 'Marvel' Gado)
- Capcom Fighting Jam (Chun-Li)
- Daemon X Machina (Rouge Cinderella)
- Dark Rose Valkyrie (Miyako Osatani)
- Detroit: Become Human (Presidente Christina Warren)
- Devil May Cry 4: Special Edition (Trish, Gloria)
- Devil May Cry 5 (Trish, Eva)
- Devil's Third (Stella Maynard)
- Devilman (Sirene)
- Dirge of Cerberus: Final Fantasy VII (Rosso the Crimson)
- Dissidia Final Fantasy (Artemisia)
- Dissidia 012 Final Fantasy (Artemisia)
- Dissidia Final Fantasy NT (Artemisia)
- Dissidia Final Fantasy: Opera Omnia (Artemisia, Amidatelion)
- Dragalia Lost (Tie Shan Gongzhu)
- Dragon's Crown (Amazzone)
- Dragon Quest Rivals (Regina Marina)
- Dragon Quest XI S: Echi di un'era perduta - Edizione Definitiva (Regina Marina)
- El Shaddai: Ascension of the Metatron (Gabriele)
- Famicom Detective Club: The Missing Heir (Azusa Kasuga)
- Fate/stay night [Realta Nua] (Caster)
- Fate/unlimited codes (Caster)
- Fate/hollow ataraxia (Caster)
- Fate/Grand Order (Caster/Medea, Assassin/Carmilla, Assassin/Jing Ke)
- Final Fantasy Crystal Chronicles: The Crystal Bearers (Amidatelion)
- Final Fantasy Type-0 (Arecia Al-Rashia)
- Final Fantasy XIV: A Realm Reborn (Merlwyb Bloefhiswyn)
- Final Fantasy XIV: Heavensward (Merlwyb Bloefhiswyn)
- Final Fantasy XIV: Stormblood (Merlwyb Bloefhiswyn)
- Final Fantasy XIV: Shadowbringers (Merlwyb Bloefhiswyn)
- Fire Emblem: Awakening (Flavia)
- Fire Emblem Heroes (Juno, Flavia)
- FIST (Tokikaze)
- Forever Kingdom (Karmyla)
- Fullmetal Alchemist 3: The Girl who Succeeds God (Venus Rosemaria)
- Ghost in the Shell: Stand Alone Complex (Motoko Kusanagi)
- Ghost in the Shell: Stand Alone Complex (Motoko Kusanagi)
- God Eater (Tsubaki Amamiya)
- Il professor Layton e il paese dei misteri (Lady Dahlia Reinhold)
- Indivisible (Thorani)
- Jet Impulse (Naomi Moriha)
- JoJo's Bizarre Adventure: All Star Battle (Lisa Lisa)
- JoJo's Bizarre Adventure: Eyes of Heaven (Lisa Lisa)
- JoJo's Bizarre Adventure: All Star Battle R (Lisa Lisa)
- Jujutsu Kaisen Cursed Clash (Hanami)
- Jump Force (Galena/Angela)
- Marvel vs. Capcom 2: New Age of Heroes (Ruby Heart)
- Marvel vs. Capcom 3: Fate of Two Worlds (Trish)
- Mighty No. 9 (RAY)
- Mr Moskeeto (Narratrice)
- Namco × Capcom (Chun-Li, Regina)
- Naruto Shippuden: Ultimate Ninja Heroes 3 (Konan)
- Naruto Shippuden: Ultimate Ninja Storm 2 (Konan)
- Naruto Shippuden: Ultimate Ninja Impact (Konan)
- Naruto Shippuden: Ultimate Ninja Storm Generations (Konan)
- Naruto Shippuden: Ultimate Ninja Storm 3 (Konan)
- Naruto Shippuden: Ultimate Ninja Storm Revolution (Konan)
- Naruto Shippuden: Ultimate Ninja Storm 4 (Konan)
- Naruto to Boruto: Shinobi Striker (Konan)
- Naruto x Boruto Ultimate Ninja Storm Connections (Konan)
- Nier (Kaine)
- Nier Replicant ver.1.22474487139... (Kaine)
- Nier Re[in]carnation (Kaine)
- Night Trap (Lisa)
- Nightshade (Hibana)
- Nioh (Yodogimi)
- Onimusha 2: Samurai's Destiny (Takajo)
- Persona 5: The Phantom X (Kayo Tohyama)
- Persona 5 Tactica (Jerri)
- Prince of Persia: Spirito guerriero (Kaileena)
- Prince of Persia: I due troni (Kaileena)
- Project X Zone 2 (Hibana)
- Project Zero: Maiden of Black Water (Hisoka Kurosawa)
- SaGa: Scarlet Grace – Ambitions (Taria)
- Sakura Wars 3: Is Paris Burning (Python)
- Shadow Hearts: Covenant (Saki Inugami)
- Shin Megami Tensei IV (Gabby/Gabriel, Yuriko/Lilith)
- Shin Megami Tensei IV: Apocalypse (Gabby)
- Shin Megami Tensei V: Vengeance (Lilith)
- SINoALICE (Kaine)
- Soulcalibur Legends (Masked Emperor)
- Star Ocean: Second Evolution (Opera Vectra)
- Star Ocean: The Second Story R (Opera Vectra)
- Street Fighter III: 3rd Strike (Chun-Li, Poison)
- Street Fighter X Tekken (Poison)
- Street Fighter V (Poison)
- Super Robot Wars Alpha (Viletta Vadim, Juca Meilasch)
- Super Robot Wars Alpha Gaiden (Viletta Vadim)
- 2nd Super Robot Wars Alpha (Viletta Vadim, Sheila Glass)
- 3rd Super Robot Wars Alpha (Viletta Vadim)
- Super Robot Wars OG: Original Generations (Viletta Vadim)
- Super Robot Wars 30 (Juca Meilasch)
- Super Smash Bros. for Nintendo 3DS e Wii U (Bayonetta)
- Super Smash Bros. Ultimate (Bayonetta, spettro della Camera Obscura)
- Tales of Innocence R (Mathias, Inanna)
- Tales of the Rays (Mathias)
- Tales of Arise (Almeidrea Kaineris)
- Tenchu 2: Birth of the Stealth Assassins (Lady Kagami)
- The Last of Us (Tess)
- The Last Story (Maga)
- The Mystery of Nonomura Hospital (Akiko Nonomura)
- The Sword of Etheria (Almira)
- Tomb Raider II (Lara Croft)
- Tomb Raider III (Lara Croft)
- Tomb Raider: The Last Revelation (Lara Croft)
- Tomb Raider: Chronicles (Lara Croft)
- Tomb Raider: The Angel of Darkness (Lara Croft)
- Too Human (Skuld)
- The Last Remnant (Emma)
- Ultimate Marvel vs. Capcom 3 (Trish)
- Ultra Street Fighter IV (Poison)
- Utawarerumono (Karula)
- Utawarerumono: Mask of Deception (Karula)
- Utawarerumono: Mask of Truth (Karula)
- Utawarerumono: Prelude to the Fallen (Karula)
- Valkyrie Profile 2: Silmeria (Ahly, Leone)
- Valkyria Chronicles (Eleanor Varrot)
- Valkyria Chronicles III (Eleanor Varrot)
- Yakuza Kiwami (Reina)
- Zero Escape: Virtue's Last Reward (Alice)

### Tokusatsu
- Mahou Sentai Magiranger (Hades Wise Goddess Gorgon)
- Juken Sentai Gekiranger (Michelle Peng)

### Doppiaggio
- Dragonheart (Kara)
- Toy Story 3 - La grande fuga (Dolly)
- Transformers Animated (Slipstream)